# You Ok-Youl
You Ok-Youl (Corea del Sur, 1 de marzo de 1973) es un gimnasta artístico surcoreano, especialista en la prueba de salto de potro, con la que ha logrado ser dos veces campeón mundial en 1991 y 1992.

## Carrera deportiva
En el Mundial de Indianápolis 1991 gana el oro en salto de potro, por delante del soviético Vitaly Scherbo y del japonés Yutaka Aihara.
En el Mundial de París 1992 consigue el oro en salto, por delante de Igor Korobchinsky del Equipo Unificado, y el puertorriqueño Victor Colon y el canadiense Curtis Hibbert, estos dos últimos empatados en el bronce.
El mismo año, en los JJ. OO. de Barcelona (España) gana el bronce en salto.
En el Mundial de Birmingham 1993 gana el bronce en salto, por detrás del bielorruso Vitaly Scherbo y del taiwanés Feng Chih Chang.